# Buretta
La buretta è uno strumento di misura utilizzato nei laboratori chimici per il dosaggio accurato di volumi dei liquidi. 
Viene utilizzata di solito nelle titolazioni ed in prove sperimentali, nelle quali sia necessario dosare un liquido. 

## Descrizione
È formata da un tubo di vetro graduato a diametro costante; ad una estremità è presente un'apertura, dall'altra un rubinetto. Da una parte è presente la gradazione e, in alcune tipologie, dall'altra una banda di colore bianco con una striscia verticale scura detta banda di Schellbach. 
Le burette sono classificate per accuratezza: una buretta di classe A è accurata fino ad 1/20 di millilitro (±0,05 mL), mentre una di classe B è accurata fino al 1/10 di millilitro.

## Utilizzo
La buretta, una volta lavata e pulita, viene avvinata con la soluzione che si andrà ad immettere nella buretta. Si procede poi con il riempimento, caricando la buretta dall'alto, spesso tenendola inclinata per far scorrere il liquido sulla superficie interna in modo che non abbia turbolenze e quindi non catturi bolle d'aria al suo interno. Nel restringimento in fondo alla buretta (vicino al rubinetto dosatore) possono formarsi bolle d'aria che è necessario eliminare. Si procede quindi all'azzeramento della buretta. Deve poi essere posizionata in verticale e fissata con l'apposito sostegno. 
Agendo sul rubinetto posto in fondo, si eroga un volume di liquido esattamente misurato. Questo deve essere azionato con la mano sinistra mentre con la destra si maneggia il contenitore che riceve il liquido, solitamente una beuta, sostenendolo e facendolo oscillare per facilitare il mescolamento.
Dopo ogni utilizzo deve essere lavata accuratamente e fatta asciugare per bene, smontando il rubinetto se necessario.

### Lettura

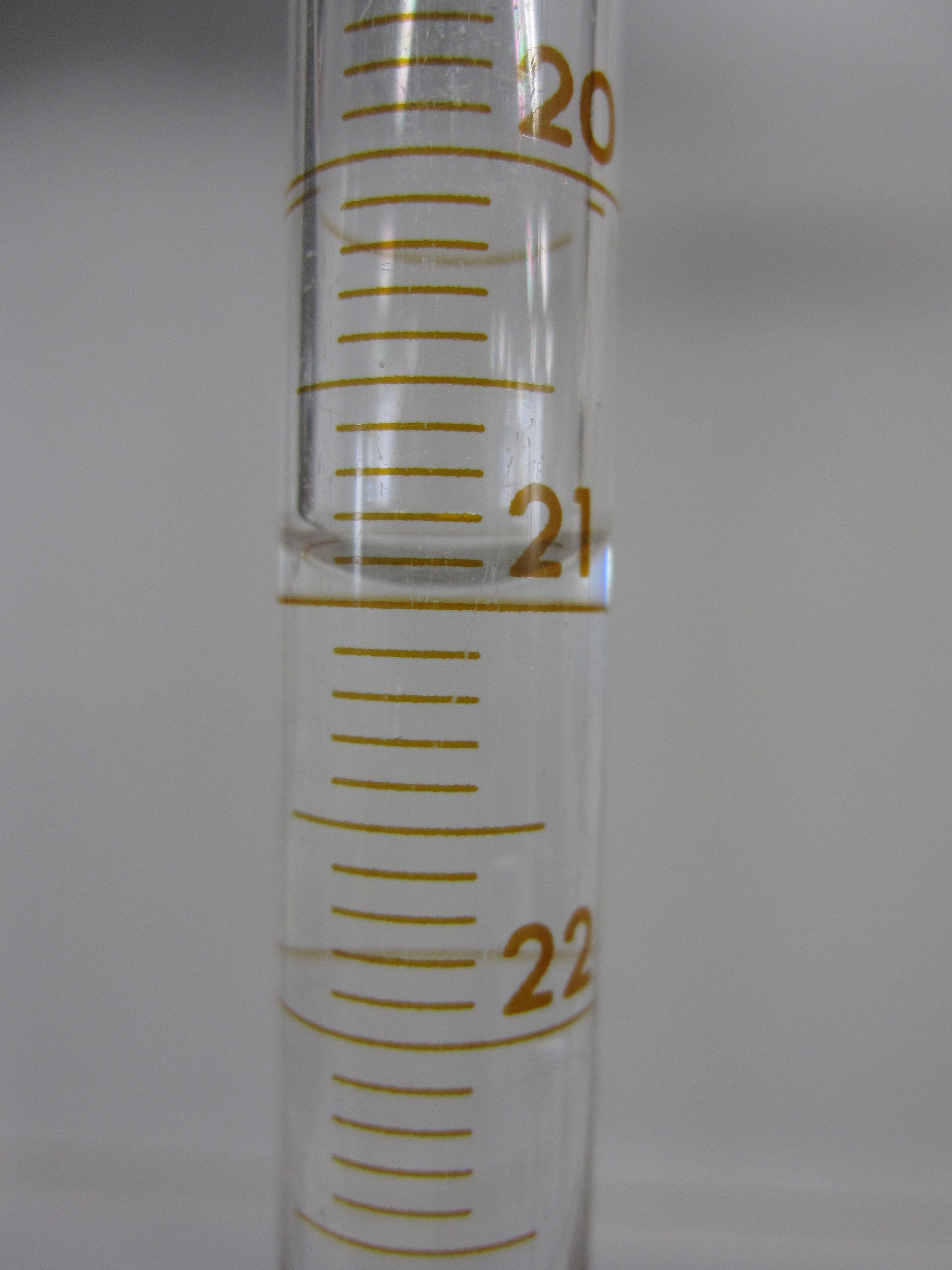
Il menisco concavo

La lettura del valore di volume sulla scala graduata deve essere effettuata con attenzione, ponendo l'occhio alla stessa altezza del livello del liquido. Se è presente la riga di Schellbach in corrispondenza del menisco formato dal liquido, per effetto della rifrazione, si vedono due triangoli contrapposti (talvolta descritti come due frecce che convergono), il punto in cui i triangoli si uniscono viene utilizzato per leggere il valore.
Se non è presente la riga di Schellbach si prende come riferimento la parte inferiore del menisco per le soluzioni trasparenti, altrimenti la parte superiore.
Lo stesso riferimento deve essere utilizzato sia per l'azzeramento che per la lettura successiva.